# シーズ・ソー・ハイ
「シーズ・ソー・ハイ」 (She's So High) は、1990年に発表されたイギリスのオルタナティヴ・ロックバンド、ブラーのアルバム、『レジャー』の収録曲であり、ブラーのデビュー・シングル。「アイ・ノウ」とのダブルA面。全英48位。

## 概要
ブラーとして初めて作られた曲。当時流行のシューゲイザーサウンドからの影響が見える恍惚感あるギターが印象的。グレアム・コクソンとアレックス・ジェームスが中心となって作ったと言われる。

## チャート
| チャート（1990年）               | 最高順位 |
| -------------------------------- | -------- |
| イギリス（全英シングルチャート） | 48       |

## トラックリスト
- 12インチ盤

1. She's So High
2. Sing
3. I Know (extended)

- 7インチ盤、カセットテープ

1. She's So High (edit)
2. I Know

- CD

1. She's So High (edit) - 3:49
2. I Know (extended) - 6:29
3. Down - 5:56

- ヨーロッパ版CD

1. She's So High (edit) - 3:49
2. I Know - 3:31
3. High Cool (easy listening mix)
4. Bad Day (leisurely mix)